# Amtsgericht Mannheim

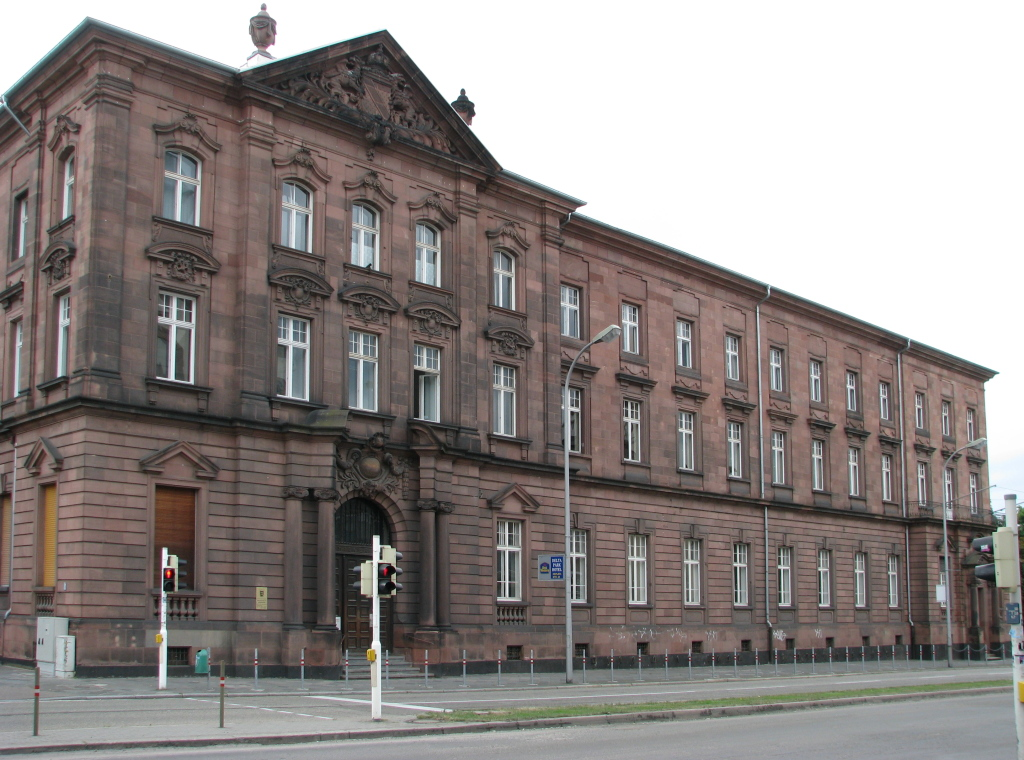
Amtsgericht Mannheim

Das Amtsgericht Mannheim, Bismarckstraße 14, 68159 Mannheim, ist ein Gericht der ordentlichen Gerichtsbarkeit in Baden-Württemberg. Es ist eines von drei Amtsgerichten im Bezirk des Landgerichts Mannheim.

## Gerichtsbezirk und Zuständigkeit
Das Amtsgericht hat seinen Sitz in Mannheim. Der Gerichtsbezirk ist deckungsgleich mit dem Stadtgebiet. 2007 lebten 309.795 Menschen in dem Bezirk.
Das Amtsgericht Mannheim ist innerhalb seines Gerichtsbezirks für Zivil-, Familien- und Strafsachen als erstinstanzliches Gericht zuständig.
Darüber hinaus hat es einige Kompetenzen übertragen bekommen, die den Bezirk überschreiten. Es führt das Seeschiffsregister für das ganze Land Baden-Württemberg, das Binnenschiffsregister und das Schiffsbauregister für den Bezirk des Oberlandesgerichts Karlsruhe mit Ausnahme der Landgerichtsbezirke Konstanz und Waldshut-Tiengen sowie das  Vereins-, Handels- und Partnerschaftsregister für die 24 Amtsgerichte in der nördlichen Hälfte des Bezirks des Oberlandesgerichts Karlsruhe. Als Schifffahrts- und Rheinschifffahrtsgericht ist das Amtsgericht zuständig für den Neckar, den baden-württembergischen Anteil des Mains bei Wertheim und für den Rheinabschnitt von der alten Lauter bis Lampertheim (Kilometerpunkt 352,07 bis 437,00).
Auf den Bezirk des Landgerichts Mannheim erstreckt sich die Zuständigkeit für Landwirtschaftssachen, Zwangsversteigerungs- und Zwangsverwaltungssachen, Insolvenzsachen, Haftsachen gegen Erwachsene, Heranwachsende und Jugendliche, Entscheidungen nach dem Personenstandsgesetz und als Jugendschöffengericht.

## Instanzenzug
Dem Amtsgericht direkt übergeordnet ist das Landgericht Mannheim. Diesem ist das Oberlandesgericht Karlsruhe übergeordnet, innerhalb dessen Bezirk das Mannheimer Amtsgericht das größte ist.

## Geschichte

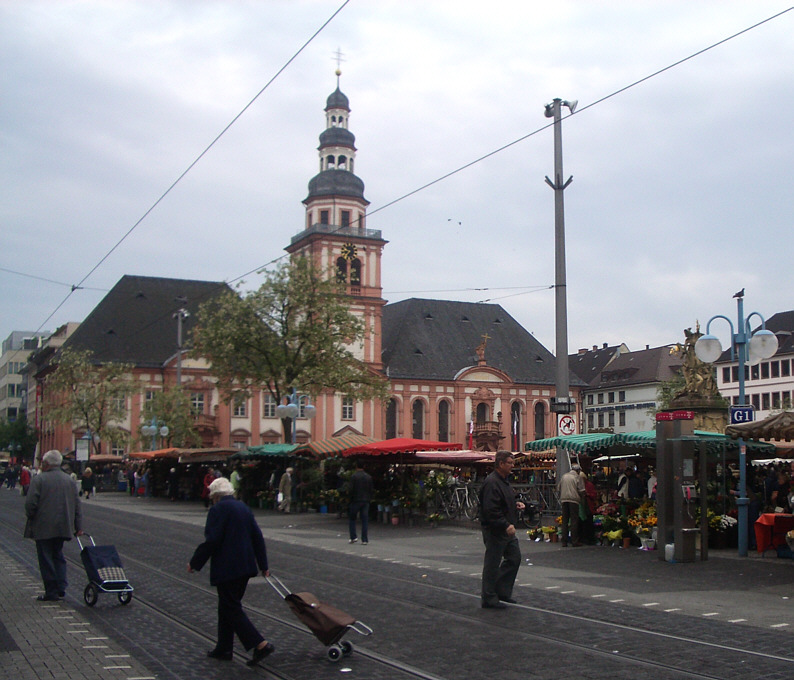
Altes Rathaus von 1705

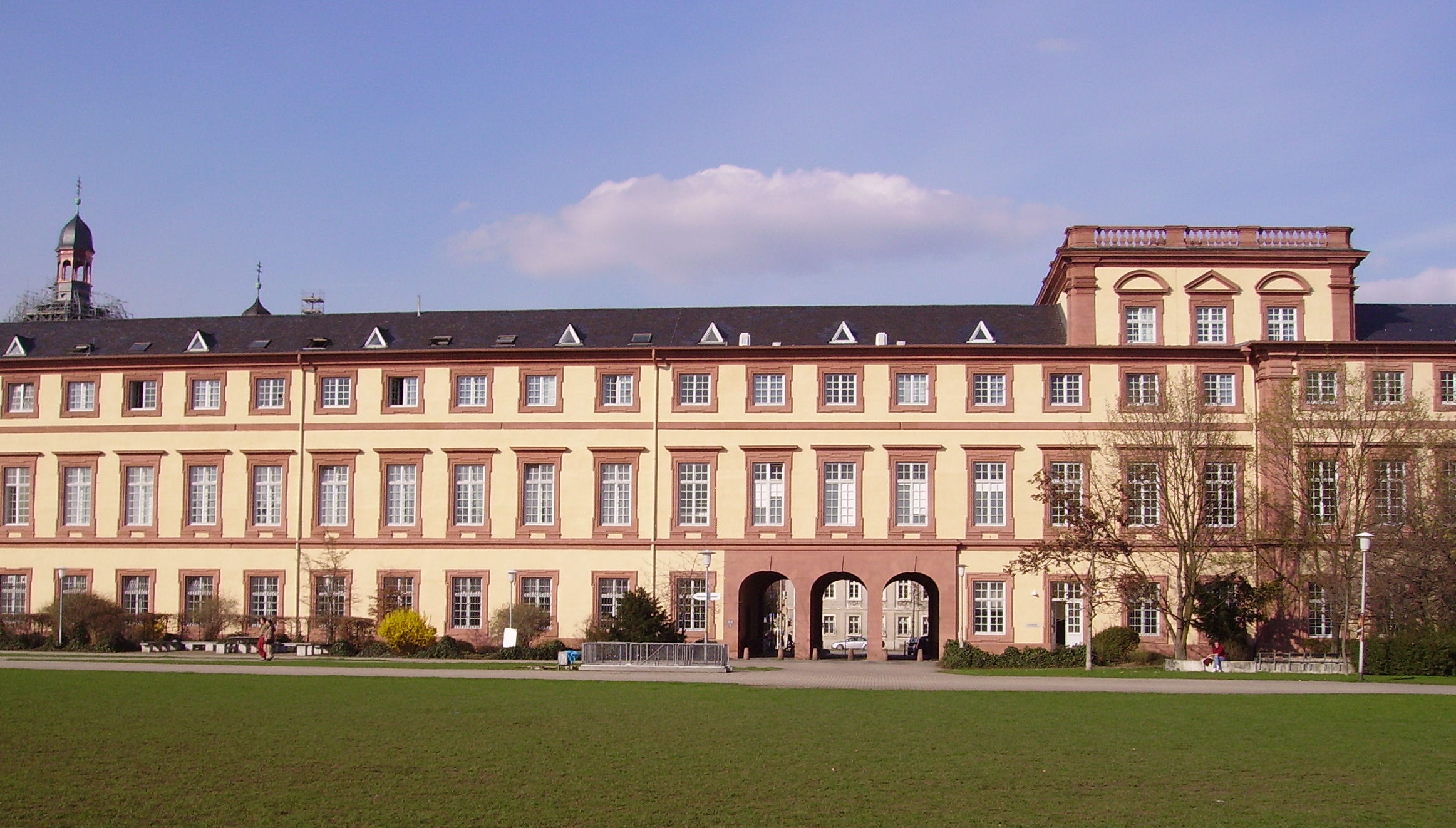
Westflügel des Schlosses

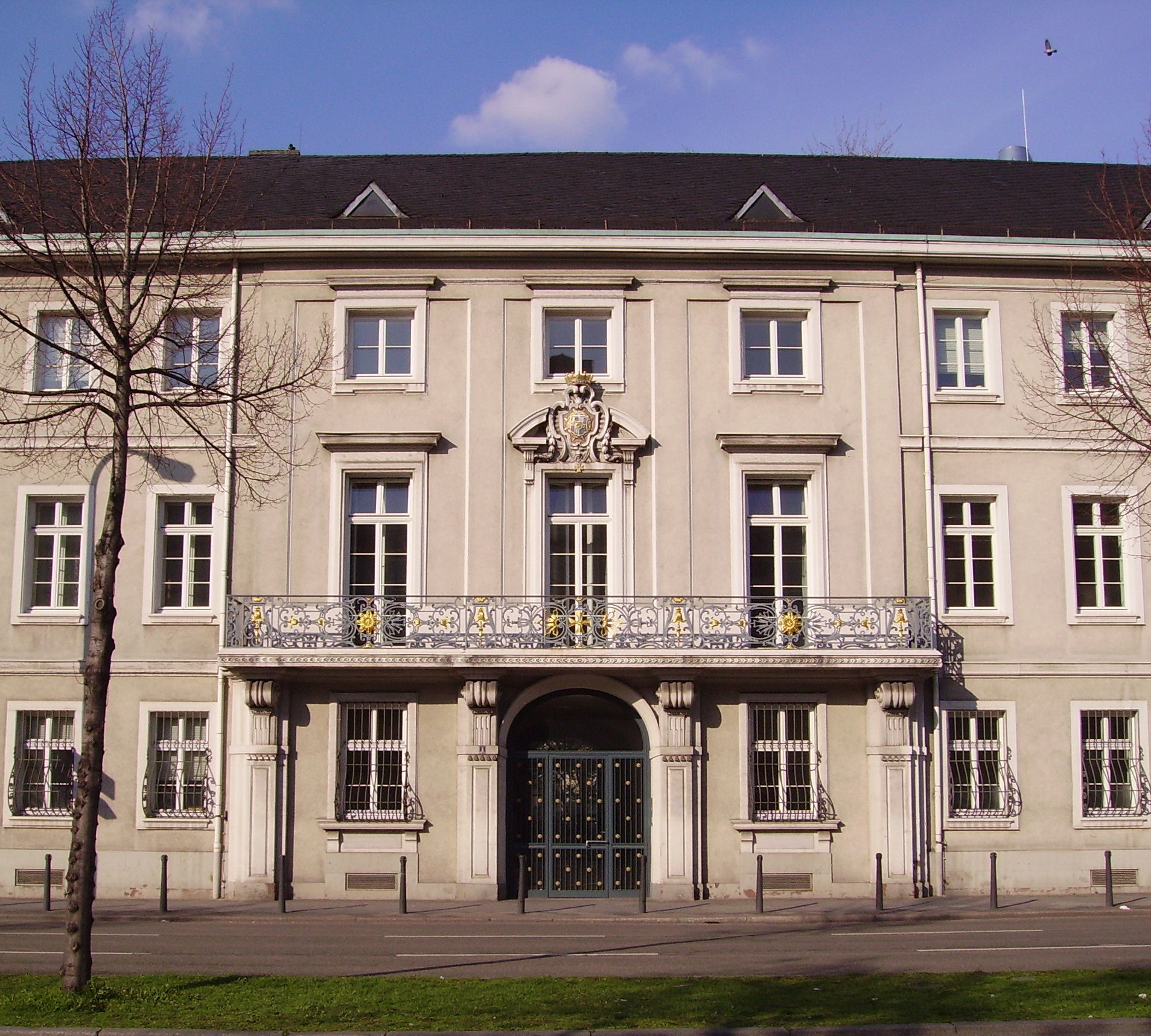
Palais Bretzenheim

1652 verlieh Kurfürst Karl Ludwig von der Pfalz der Stadt Mannheim erweiterte Privilegien, um den Wiederaufbau nach dem Dreißigjährigen Krieg zu fördern. Darin wurde auch festgelegt, dass die Rechtsprechung über die Mannheimer Einwohner ausschließlich dem Magistrat der Stadt Mannheim zustand. Getagt wurde im Mannheimer Rathaus am Marktplatz.
1720 verlegte Carl Philipp die kurpfälzische Residenz von Heidelberg nach Mannheim, was auch eine Beschneidung an Rechten und Kompetenzen zur Folge hatte. 1734 wurde dem Stadtrat die Zuständigkeit für Rechtsprechung entzogen und das Mannheimer Stadtgericht gegründet. Es tagte zwar wie der Stadtrat unter dem Vorsitz des Stadtdirektors, organisatorisch allerdings wurde so erstmals die Trennung von Verwaltung und Justiz vollzogen.
Mit der Zerschlagung der Kurpfalz fiel Mannheim 1803 an Baden, das das Stadtgericht auflöste und stattdessen ein kurfürstliches Stadtvogteiamt, ab 1809 Stadtamt Mannheim, einrichtete. Die Trennung von Verwaltung und Justiz war somit wieder aufgehoben. Erst nach der Julirevolution 1830 wurden wieder Forderungen nach einer Reform der Justiz erhoben. Die liberalen Bestrebungen wurden im Großherzogtum Baden allerdings zunächst noch unterdrückt.
Am 1. September 1857 wurde dann das Amtsgericht Mannheim gegründet. Es wurde im Westflügel des Mannheimer Schlosses untergebracht, das zu diesem Zweck von 1863 bis 1865 umgebaut wurde und einen Gefängnisanbau erhielt. Nach der Ratifizierung der Mannheimer Akte erhielt das Amtsgericht 1869 die Funktion eines Rheinschifffahrtsgerichts. 1905 konnte der Anbau an das Schloss bezogen werden. 1933/35 wurden mit dem „Gesetz zur Wiederherstellung des Berufsbeamtentums“ vier jüdische Richter entlassen, von denen zwei die Verfolgungen des Nationalsozialismus nicht überlebten.
1970 wurde das Amtsgericht ein Präsidentengericht. 2006 erhielt es die Zuständigkeit als Registergericht für das Handels- und das Partnerschaftsregister für Nordbaden übertragen. Im gleichen Jahr wurde als Außenstelle das Palais Bretzenheim bezogen.

## Gebäude
Das Hauptgebäude des Amtsgerichts wurde zwischen 1902 und 1904 nach Plänen des großherzoglichen Baurats Schäfer errichtet. Der neobarocke Bau fügt sich an den Westflügel des kurfürstlichen Schlosses an. Die repräsentative Hauptfassade aus rotem Maintalsandstein wurde zur neugestalteten Bismarckstraße hin ausgerichtet. Das früher dort befindliche Gymnasium war zuvor abgerissen worden. Das Mansarddach der vierflügeligen Anlage wurde nach den Beschädigungen des Zweiten Weltkriegs nur vereinfacht wiederaufgebaut.
Außenstellen des Amtsgerichts befinden sich, ebenfalls an der Bismarckstraße gelegen, im Palais Bretzenheim und im Quadrat L2.